# Ondřej Kopečný
Ondřej Kopečný (12. srpna 1982 Praha) je český analytik, od května 2022 do července 2024 ředitel české kanceláře protikorupční nevládní organizace Transparency International.

## Život
Studoval politologii na Filozofické fakultě Univerzity Karlovy a poté veřejnou a sociální politiku na Fakultě sociálních věd UK, kde v roce 2022 získal doktorát. Rok studoval na Sciences Po ve francouzském Grenoblu a jako stipendista Fulbright-Masarykova programu absolvoval roční výzkumnou stáž na School of Social Welfare na Kalifornské univerzitě v Berkeley v USA (2018/2019).
Pracoval především v nevládním sektoru. Jako zástupce ředitele působil v analytickém centru Glopolis. V letech 2014 – 2016 byl předsedou správní rady Českého fóra pro rozvojovou spolupráci (FoRS) a byl členem správní rady European Network on Debt and Development (Eurodad). Před příchodem do TI pracoval jako analytik v Ústavu empirických výzkumů STEM. Ovládá angličtinu a částečně francouzštinu.
V kontextu témat Transparency International se zaměřuje především na problematiku daňových rájů, transparentnost skutečných vlastníků firem a boj proti praní špinavých peněz. Ředitelem české pobočky organizace byl od 1. května 2022 do 31. července 2024, kdy nahradil Petra Leyera. Od 1. srpna 2024 působí jako programový ředitel české kanceláře TI.